# Смедерево бедеми
Бедеми Смедерево  (енгл. Smederevo Ramparts) је српски клуб америчког фудбала из Смедерева. Основани су 2005. године и своје утакмице играју у Смедеревској тврђави. Тренутно се не такмиче ни у једном рангу америчког фудбала у Србији.